# Eremomela flavicrissalis
Eremomela flavicrissalis là một loài chim trong họ Cisticolidae.